# فن طي الورق البسيط
فن طي الورق البسيط هو نمط من الأوريغامي الذي اخترعه طوّاء الورق البريطاني جون سميث والذي يقتصر على استخدام طيات كشكل الجبال والوديان فقط. 
والغرض من Pureland origami هو جعل الأوريغامي أسهل للطوّائين عديمي الخبرة ولمن لديهم مهارات حركية محدودة. والذي 
يعني استحالة العديد من العمليات ، وليس جميعها، الأكثر تعقيداً الشائعة في الأوريغامي التقليدي ،وعلى هذا الاساس فقد تم تطوير 
تحويرات بديلة لإحداث تأثيرات مماثلة.

## وصلات خارجية
Some Thoughts on Minimal Folding by John Smith in Bits of Smith.
FOLDS.NET - Some diagrams of pureland origami.
The Origami Interest Group - Three pureland diagrams.
￼This culture-related article is a stub. You can help Wikipedia by expanding it.